# Augustus Matthiessen
Augustus Matthiessen FRS (Londres, 2 de janeiro de 1831 — Londres, 6 de outubro de 1870) foi um químico e físico britânico.

## Obras
- Augustus Matthiessen, "On the electric conducting power of the metals", Philosophical Transactions of the Royal Society of London, vol. 148 (1858), pp. 383-387.
- Augustus Matthiessen and Carol Vogt, "On the influence of temperature on the electric conductive-power of thallium and iron", Philosophical Transactions of the Royal Society of London, vol. 153 (1863), pp. 369-383.
- Augustus Matthiessen and Carol Vogt, "On the influence of temperature on the electric conductive-power of alloys", Philosophical Transactions of the Royal Society of London, vol. 154 (1864), pp. 167-200.
- A. Matthiessen and G.C. Foster, "Researches into the chemical constitution of narcotine and its products of decomposition Part I", Philosophical Transactions of the Royal Society of London, vol. 153 (1863), pp. 345-367.
- A. Matthiessen and G.C. Foster, "Researches into the chemical constitution of narcotine and its products of decomposition Part II", Philosophical Transactions of the Royal Society of London, vol. 157 (1867), pp. 657-667.
- Augustus Matthiessen, "Researches into the chemical constitution of narcotine and its products of decomposition Part III", Philosophical Transactions of the Royal Society of London, vol. 159 (1869), pp. 661-665.
- Augustus Matthiessen and C.R.A. Wright, "Researches into the chemical constitution of narcotine and its products of decomposition Part IV", Philosophical Transactions of the Royal Society of London, vol. 159 (1869), pp. 667-678.
- Rudolf de Bruyn Ouboter, "Heike Kamerlingh Onnes's discovery of superconductivity", Scientific American, March 1997, pp. 98-103. (A figure mentioning Matthiessen's 1864 paper appears on page 102.)